# Governatorato di Novgorod
Il governatorato di Novgorod (in russo Новгородская губерния?) era una gubernija dell'Impero russo, poi della Repubblica russa e infine della Repubblica Socialista Federativa Sovietica Russa. Istituito nel 1727, esistette fino al 1927. Il capoluogo era Velikij Novgorod.